# Утпалаварна
Утпалаварна, или Уппалаванна (кит. 蓮華色比丘尼 или 優缽華色比丘尼). — одна из двух главных учениц, наряду с Кхемой, Будды Шакьямуни. Среди учениц Будды считается самой выдающейся в плане развития особых способностей. Согласно легенде, была дочерью богатого купца из Саваттхи (Шравасти) и славилась своей удивительной красотой. Её имя означало «та, что с оттенком голубого лотоса».
Девушка якобы была так прекрасна, что, когда она достигла совершеннолетия, у её отца стали просить её руки многие сильные и богатые женихи. Не желая вызвать недовольство тех, кому всё равно пришлось бы отказать, отец предложил дочери стать бхиккхуни, то есть монахиней. Она согласилась и, последовав за Буддой, быстро прогрессировала в изучении медитации, обрела шесть чудесных способностей и стала архатой (полностью освобождённой).